# کلی گلبیوفسکی
کلی گلبیوفسکی (انگلیسی: Kelly Golebiowski؛ زادهٔ ۲۶ ژوئیهٔ ۱۹۸۱) بازیکن فوتبال اهل استرالیا است.
از باشگاه‌هایی که در آن بازی کرده‌است می‌توان به واشینگتن فریدام اشاره کرد.
وی همچنین در تیم ملی فوتبال زنان استرالیا بازی کرده‌است.